# Sangsit
Sangsit is een bestuurslaag in het noordelijke regentschap Buleleng van de provincie Bali, Indonesië. Sangsit telt 7726 inwoners (volkstelling 2010).